# 커티스 핸슨

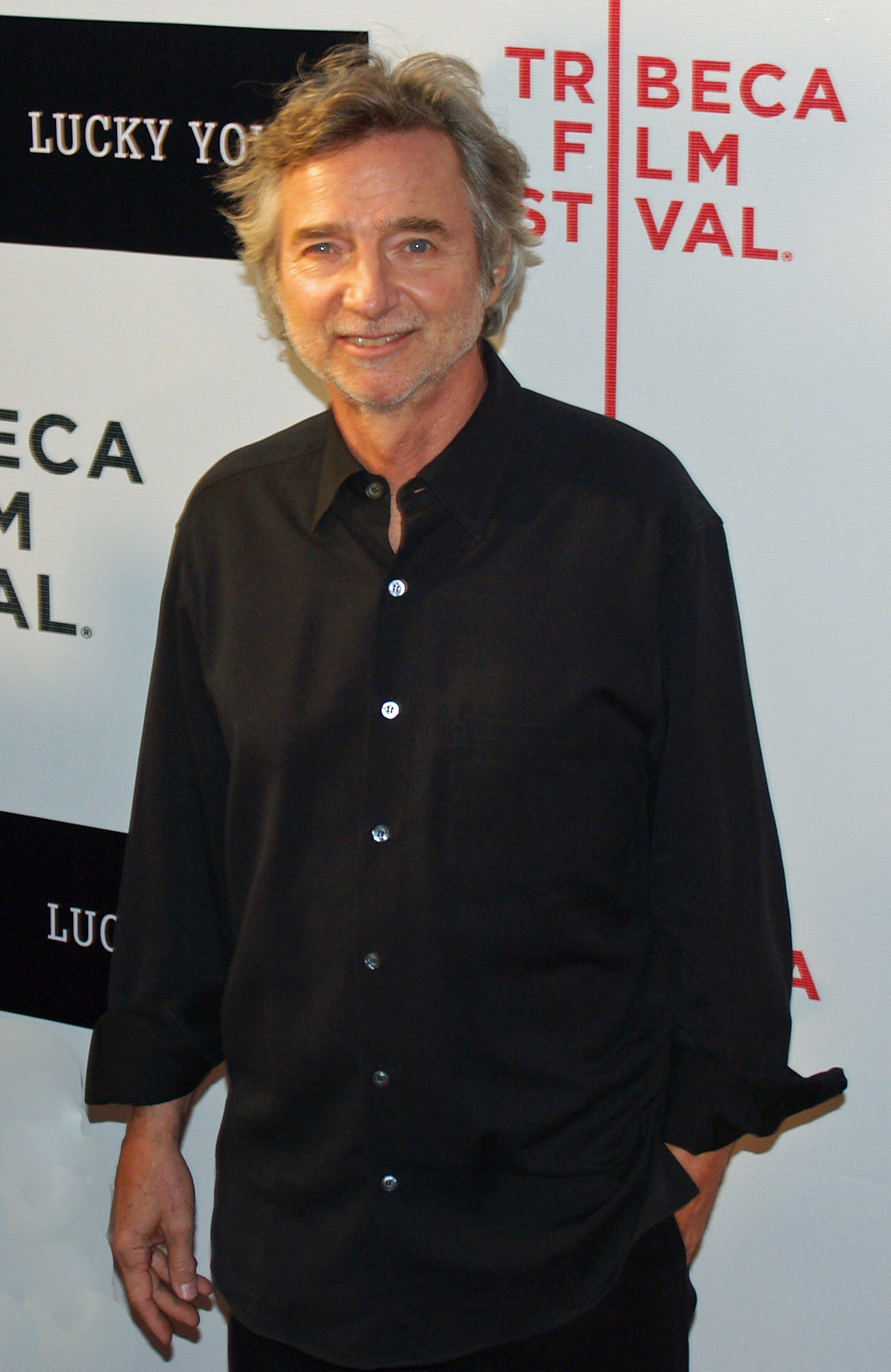
커티스 한슨

커티스 리 핸슨(영어: Curtis Lee Hanson, 1945년 3월 24일 ~ 2016년 9월 20일)은 미국의 영화감독, 영화 제작자, 시나리오 작가이다.

## 필모그래피
- 스위트 킬(Sweet Kill)(1973)
- 더 사일런스 파트너(The Silent Partner)(1978)(시나리오 및 제작만)
- 더 리틀 드래곤스(The Little Dragons)(1980)
- 루진 잇(Losin' It)(1983)
- 더 칠드런 어브 타임스 스퀘어(The Children Of Times Square)(1986)(티브이)
- 더 베드룸 윈도우(The Bedroom Window)(1987)
- 배드 인플루언스(Bad Influence)(1990)
- 더 핸드 댓 락스 더 크래들(The Hand That Rocks the Cradle)(1992)
- 더 리버 와일드(The River Wild)(1994)
- LA 컨피덴셜(L.A. Confidential)(1997)
- 원더 보이즈(Wonder Boys)(2000)
- 에잇 마일(8 Mile)(2002)
- 인 허 슈즈스(In Her Shoes)(2005)
- 럭키 유(Lucky You)(2007)
- 투 빅 투 페일(Too Big to Fail)(2011)
- 더 빅 이어(The Big Year)(2011)(제작만)
- 체이싱 메버릭스(Chasing Mavericks)(2012)(Michael Apted 와 공동제작)